# Anthracothorax
Anthracothorax es un género de aves apodiformes de la familia Trochilidae, que agrupa a ocho especies nativas de la América tropical (Neotrópico), cuyas áreas de distribución se encuentran desde México, por América Central, Antillas y América del Sur hasta el noreste de Argentina y norte de Uruguay. A sus miembros se les conoce por el nombre común de mangos, y también colibríes o picaflores.

## Etimología
El nombre genérico masculino «Anthracothorax» se compone de las palabras del griego «anthrax» que significa ‘carbón’, y «thōrax» que significa ‘pecho’.

## Características
Las especies de este género son troquílidos medianos, miden entre 10,5 y 14 cm de longitud, de pico negro ligeramente curvado, de coloración verde oscura brillante, algunas partes inferiores negras, subcaudales negruzcas y timoneras externas violeta-purpúreas; las hembras tienen las partes inferiores blancas con una gran lista negra que va desde la barbilla hasta las subcaudales, y las timoneras externas violeta-purpúreo seguido de negro y ápice blanco.

## Taxonomía
El género Anthracothorax fue propuesto por el ornitólogo alemán Friedrich Boie en 1831, y Trochilus viridigula fue subsecuentemente designada como la especie tipo.
En épocas más recientes, la especie Avocettula recurvirostris, el mango picolezna, fue incluida en el presente género debido a las similitudes morfológicas, con excepción del pico. Sin embargo, se juzgó que la notable diferencia del pico era una característica suficiente como para mantenerla en su propio género Avocettula. Esta separación fue reconocida en la Propuesta No 95 al Comité de Clasificación de Sudamérica (SACC).
La especie A. aurulentus fue tradicionalmente tratada como una subespecie de A. dominicus, pero las clasificaciones Aves del Mundo y Birdlife International la elevaran a especie plena con base en varias diferencias morfológicas. La separación fue validada por el Comité de Clasificación de Norte y Mesoamérica (N&MACC) en la Propuesta 2022-C-4 de 2022, y seguida por las principales clasificaciones.
Los análisis filogenéticos recientes indican que las dos especies del género Eulampis están embutidas dentro del presente, ambas próximas de A. viridis; por lo tanto, debería ser incluido en éste. Sin embargo, esto no ha sido adoptado todavía por las mayores clasificaciones.

## Lista de especies
Según las clasificaciones del Congreso Ornitológico Internacional (IOC) y Clements Checklist, el género agrupa a las siguientes especies con el respectivo nombre popular de acuerdo con la Sociedad Española de Ornitología (SEO):
| Imagen | Nombre científico          | Autor                       | Nombre común                | Estado de conservación | Distribución |
| ------ | -------------------------- | --------------------------- | --------------------------- | ---------------------- | ------------ |
|        | Anthracothorax mango       | (Linnaeus), 1758            | mango jamaicano             | LC                     |              |
|        | Anthracothorax nigricollis | (Vieillot), 1817            | mango gorginegro            | LC                     |              |
|        | Anthracothorax viridigula  | (Boddaert), 1783            | mango gorgiverde            | LC                     |              |
|        | Anthracothorax prevostii   | (Lesson), 1832              | mango pechiverde            | LC                     |              |
|        | Anthracothorax veraguensis | Reichenbach), 1855          | mango de Veragua            | LC                     |              |
|        | Anthracothorax dominicus   | (Linnaeus), 1766            | mango antillano             | LC                     |              |
|        | Anthracothorax aurulentus  | (Audebert & Vieillot), 1801 | mango puertorriqueño dorado | LC                     |              |
|        | Anthracothorax viridis     | (Audebert & Vieillot), 1801 | mango puertorriqueño        | LC                     |              |